# 도쿄 팝 (영화)
《도쿄 팝》(영어: Tokyo Pop)은 미국과 일본에서 제작된 1988년 뮤지컬 로맨틱 코미디 영화이다. 프랜 루벨 커주이가 연출하고 린 그로스먼과 각본을 공동 집필하였다.
이 영화는 미국 소녀(캐리 해밀턴 분), 일본 소년(다도코로 유타카 분), 그리고 잠시 성공을 거둔 팝 밴드의 이야기를 따라간다. 미국의 관습과 도쿄의 생활 방식을 대조하면서 두 주인공 사이에서 사랑이 발전해 나가는 모습을 보여준다.
다도코로는 실제로 1985년에 데뷔한 일본 록 밴드 레드 워리어스(RED WARRIORS)의 보컬리스트이다. 다른 주목할 만한 배우로는 지나 벨러폰티, 마이클 서버리스, 단바 데쓰로가 있으며, 일본 록 밴드 X 재팬이 크레디트에 오르지 않고 출연하였다.

## 출연진
- 캐리 해밀턴
- 다도코로 유타카
- 도노야마 다이지
- 단바 데쓰로
- 미카미 히로시
- 마이클 서버리스
- 지나 벨러폰티
- X 재팬 (크레디트 미기재)

## 반응
리뷰 애그리게이터 로튼 토마토에서 10명의 평론가가 모두 긍정 평가를 주었다.

## 더 읽기
- Gates, Marya E. (2023년 8월 1일). “Female Filmmakers in Focus: Fran Rubel Kuzui on Tokyo Pop”. 《RogerEbert.com》. 2024년 10월 30일에 확인함.